# غوستافو أكوستا
غوستافو أكوستا (بالإسبانية: Gustavo Acosta)‏ هو لاعب كرة قدم أرجنتيني في مركز الوسط، ولد في 22 نوفمبر 1965 في بوينس آيرس في الأرجنتين. لعب مع إنديبندينتي ميديلين وفيرو كاريل أويستي ونادي سانت باولي ونادي قادش ونادي لاردة.

## وصلات خارجية
- غوستافو أكوستا على موقع قاعدة بيانات كرة القدم.إي يو (الإنجليزية)
- غوستافو أكوستا على موقع عالم كرة القدم.نت (الإنجليزية)